# Trung tâm Giám sát Tự do Báo chí

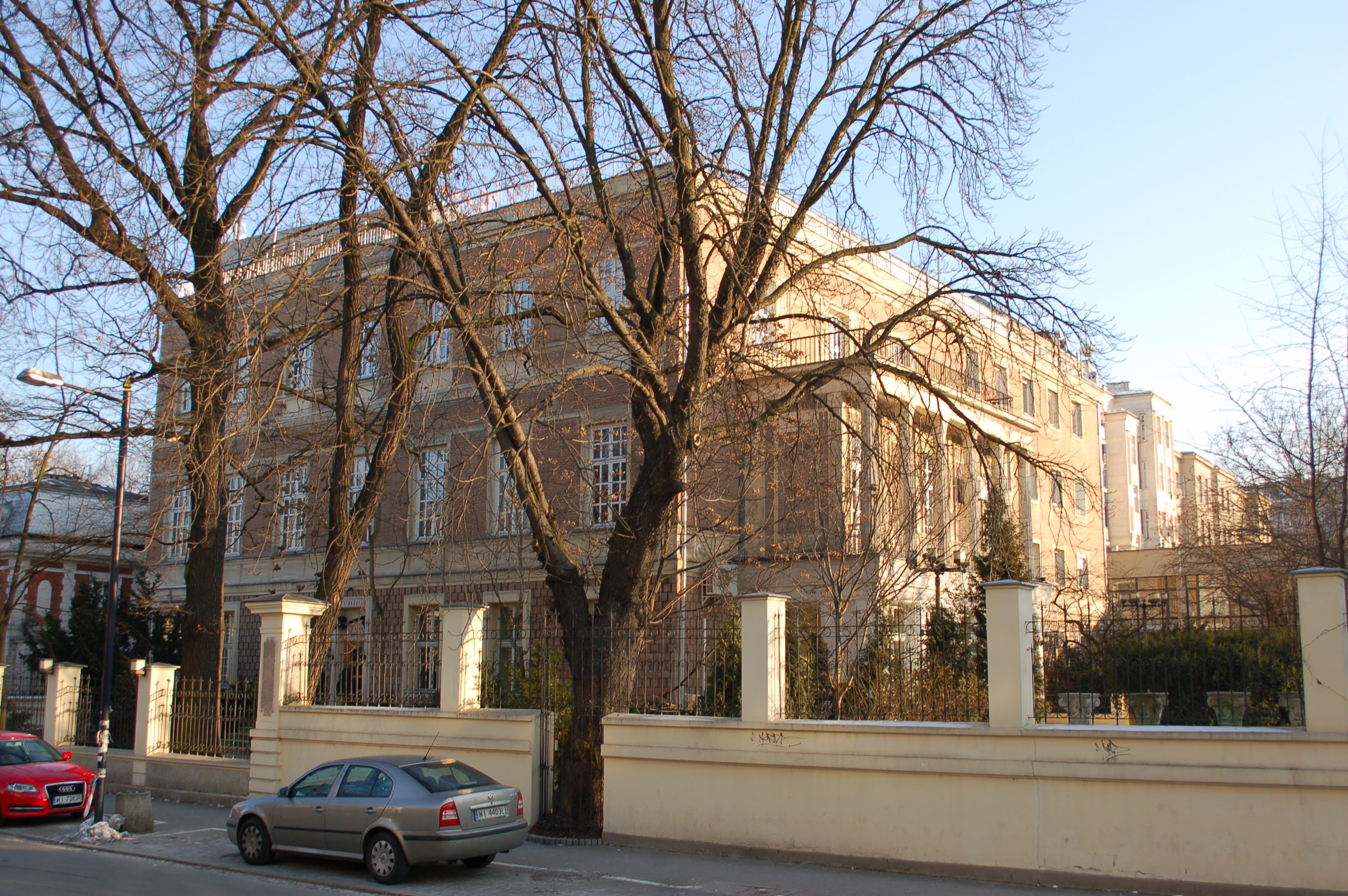
Tòa nhà sô 3 phố Foksal - trụ sở của Trung tâm Giám sát Tự do Báo chí của hội Nhà báo Ba Lan

Trung tâm Giám sát Tự do Báo chí, viết tắt là CMWP (tên đầy đủ là Trung tâm Giám sát Tự do Báo chí của hội Nhà báo Ba Lan, Centrum Monitoringu Wolności Prasy Stowarzyszenia Dziennikarzy Polskich, viết tắt là CMWP SDP) là cơ quan hoạt động trong cơ cấu của Hội Nhà báo Ba Lan, có nhiệm vụ công khai lập trường và hỗ trợ các nhà báo trong các trường hợp bị đe dọa đến quyền tự do ngôn luận và báo chí. 
Trung tâm Giám sát Tự do Báo chí (CMWP)  "bảo vệ quyền tự do ngôn luận phù hợp với Điều 10 Công ước Châu Âu về Bảo vệ Nhân quyền và Các quyền Tự do Cơ bản, đặc biệt là quyền tự do của nhà báo trong việc tiếp cận nguồn thông tin, củng cố quyền tự do báo chí và truyền thông điện tử, và bảo vệ việc áp dụng quyền tự do ngôn luận” . CMWP đưa ra quan điểm riêng của mình trong các vấn đề liên quan đến quyền của nhà báo và cơ quan báo chí  và xuất bản các ấn phẩm về quyền nhà báo . Trụ sở CMWP đặt tại Warszawa, trong tòa nhà số 3-5 phố Foksal (trên nền khuôn viên Cung điện Wołowski xưa) .
Trung tâm thành lập vào ngày 1 tháng 5 năm 1996 theo nghị quyết của Hội đồng quản trị Hội Nhà báo Ba Lan . Từ tháng 1 năm 1996, Andrzej Goszczyński, Andrzej Jonas (phó chủ tịch SDP), GS Andrzej Rzepliński, Tiến sĩ Ewa Nowińska, Tiến sĩ Aleksandra Wiktorowska, luật sư Bogudar Kordasiewicz, từ tháng 11 năm 1997 Stefan Bratkowski, Andrzej Roman, GS Andrzej Rychard, Jerzy Naumann là thành viên của Hội đồng. Tháng 8 năm 2001, Hội các nhà báo Ba Lan đã bãi nhiệm Andrzej Goszczyński khỏi vị trí giám đốc của CMWP và Hội đồng bị giải thể.
Cuối tháng 1 năm 2002, Hội đồng tư vấn được thành lập gồm Jan Stefanowicz (chủ tịch), luật sư Stefan Bratkowski Maciej Bednarkiewicz, Bohdan Cywiński, GS Ireneusz Krzemiński, Nina Nowakowska, GS Andrzej Paczkowski, Julia Pitera, Krzysztof Piesiewicz, GS Adam Strzembosz, Henryk Wujec. Tháng 4 năm 2004, vì lý do sức khỏe, GS. Adam Strzembosz và Bohdan Cywiński nhường ghế cho luật sư Michał Kulesza và GS Andrzej Rzepliński. Hội đồng Cố vấn giúp  đưa ra nghiên cứu,  kháng nghị và soạn thảo bài phát biểu .
Sau đó, Hội đồng Tư vấn CMWP SDP đã được bầu ra, gồm: luật sư Jan Stefanowicz (chủ tịch), tiến sĩ Antoni Dudek, GS Antoni Kamiński, GS Tadeusz Kowalski, GS Ireneusz Krzemiński, luật sư Agnieszka Metelska, Jacek Moskwa, GS Andrzej Paczkowski, Tiến sĩ Joanna Taczkowska, Henryk Wujec . Phó chủ tịch là GS. Michał Kulesza.
Giám đốc của CMWP là: Jolanta Chojecka, Andrzej Tadeusz Kijowski (2000-2001), Jerzy Kisielewski, Andrzej Krajewski, Miłosz Marczuk, Wiktor Świetlik (từ năm 2009) , Jolanta Hajdasz (từ ngày 26 tháng 6 năm 2017) .